# Avempace
Ibn Bádždža Abú Bakr Muhammad, arabsky أبو بكر محمد بن يحيى بن الصائ, na Západě znám pod latinským jménem Avempace (1095, Zaragoza - 1138 Fes) byl arabský filozof, astronom, fyzik, lékař, botanik, básník, hudebník a politik (vezír) narozený a působící v Andalusii (tzv. muslimské Španělsko). Byl vězněn pro obvinění z kacířství a zemřel v Maroku, otráven svými odpůrci.
V botanice byla ceněna jeho práce Kitab al-Nabat (Kniha květin), kde jako první definoval pohlaví rostlin. Jeho poezie byla objevena až roku 1951.

## Filozofie
Ibn Bádždža se pokládá za zakladatele andaluského peripatetismu. Byl raným představitelem arabské aristotelsko-neoplatónské filozofické tradice. Jeho nejvýznamnější prací je kniha Tadbīr al-mutawaḥḥid, kterou ovšem nestihl dokončit.
Zajímal se především o proces poznání a jeho postupný přechod od smyslových vjemů (intellectus materialis) přes čistě rozumové nazírání (intellectus acquisitus), po sebeuvědomění člověka, které je emanací činného rozumu.
V politické filozofii Avempace reagoval na svého předchůdce al-Farábího, který inspirován Platónem hledal definici ideální hlavy státu. Avempace proti tomu hledal definici „ideálního občana“. Francouzský filozof Alain de Libera o něm napsal: „Ibn Bádždžův politický program je individuální. Nevztahuje se už k vrcholu státu, nýbrž k základně společnosti, týká se každého člověka zvlášť. […] Ibn Bádždžův filosof není al-Farábího imám-filosof-prorok, který se od ostatních liší souborem svých vrozených nadání. Je to člověk, který na sobě pracuje, a tak se ve dvojím smyslu odděluje: intelektuálním nazíráním či kontemplací se odděluje od empirického světa a osamělostí, do níž se uzavírá a v níž se vymyká veškeré náboženské či dogmatické tradici a vlivu, se odděluje od ostatních lidí.“
Mnozí muslimští autoři dokonce považují Avempace za ateistu. Avempacův velký odpůrce al-Fath ibn Cháqán o něm napsal, že „odmítá Korán, popírá vzkříšení, staví lidský úděl do výhradní závislosti na hvězdách a zcela opomíjí Boží hrozby a zásahy“.

## Vliv
Pokračovatelem Ibn Bádždžova směru byl Ibn Tufajl. V islámské tradici silně ovlivnil Averroa, v křesťanské Alberta Velikého, v židovské Maimonida (který převzal - a tak dochoval - zejména jeho poznatky astronomické a fyzikální). 